# Соціал-демократична партія Австрії
«Соціал-демократична партія Австрії» (нім. Sozialdemokratische Partei Österreichs [soˈtsi̯aːldemoˌkraːtɪʃɛ parˌtaɪ ˈøːstɐraɪçs], SPÖ, до 1934 Соціал-демократична робітнича партія Австрії, нім. Sozialdemokratische Arbeiterpartei Österreichs; у 1945–1991 — Соціалістична партія Австрії, нім. Sozialistische Partei Österreichs) — соціал-демократична лівоцентристська політична партія в Австрії. Заснована в 1889 році, це найстаріша політична партія Австрії. Разом з Австрійською народною партією (ÖVP) це одна з двох традиційних провідних партій країни.
СДПА підтримує членство Австрії в Європейському Союзі і є членом Соціалістичного інтернаціоналу, Прогресивного альянсу та Партії європейських соціалістів. У Європарламенті входить до фракції Прогресивного альянсу соціалістів і демократів. Партія має тісні зв’язки з Австрійською федерацією профспілок (ÖGB) і Австрійською палатою праці (AK). 
З 5 червня 2023 року партію очолює Андреас Баблер.
СДРПА була другою за величиною партією в Імперській раді Австро-Угорської імперії в 1890-х—1910-ті рр. Після Першої світової війни партія недовго керувала Першою Австрійською Республікою, але згодом повернулась до опозиції. У 1934 році СДРПА була заборонена після громадянської війни в Австрії та придушена впродовж австрофашистського та нацистського періодів. Партію було відновлено як Соціалістичну партію Австрії в 1945 році. До 1966 року в урядах АНП була молодшим партнером по коаліці. В 1970 році СПА стала найбільшою партією вперше в післявоєнній історії, а Бруно Крайський став канцлером, перемігши три послідовні більшості на виборах 1971, 1975 і 1979 років. З 1987 по 2000 рік С(Д)ПА очолювала велику коаліцію з АНП, перш ніж повернутися до опозиції вперше за 30 років. Партія знову очолювала уряд в 2007—2017 рр. З 2017 року СДПА була основною опозицією до урядів АНП Себастьяна Курца, Александeра Шалленберга та Карла Негаммера.

### Вибори до Національрату
| Вибори | Голосів   | %         | Місць    | +/–  | Уряд                          |
| ------ | --------- | --------- | -------- | ---- | ----------------------------- |
| 1920   | 1,072,709 | 36.0 (#2) | 69 / 183 | ▼ 3  | Опозиція                      |
| 1923   | 1,311,870 | 39.6 (#2) | 68 / 165 | ▼ 1  | Опозиція                      |
| 1927   | 1,539,635 | 43.3 (#2) | 71 / 165 | ▲ 3  | Опозиція                      |
| 1930   | 1,517,146 | 41.1 (#1) | 72 / 165 | ▲ 1  | Опозиція                      |
| 1945   | 1,434,898 | 44.6 (#2) | 76 / 165 | ▲ 4  | АНП-СПА-КПА                   |
| 1949   | 1,623,524 | 38.7 (#2) | 67 / 165 | ▼ 9  | АНП-СПА                       |
| 1953   | 1,818,517 | 42.1 (#1) | 73 / 165 | ▲ 6  | АНП-СПА                       |
| 1956   | 1,873,295 | 43.0 (#2) | 74 / 165 | ▲ 1  | АНП-СПА                       |
| 1959   | 1,953,935 | 44.8 (#1) | 78 / 165 | ▲ 4  | АНП-СПА                       |
| 1962   | 1,960,685 | 44.0 (#2) | 76 / 165 | ▼ 2  | АНП-СПА                       |
| 1966   | 1,928,985 | 42.6 (#2) | 74 / 165 | ▼ 2  | Опозиція                      |
| 1970   | 2,221,981 | 48.4 (#1) | 81 / 165 | ▲ 7  | Меншість СПА з підтримкою АПС |
| 1971   | 2,280,168 | 50.0 (#1) | 93 / 183 | ▲ 12 | СПА                           |
| 1975   | 2,326,201 | 50.1 (#1) | 93 / 183 | ▬    | СПА                           |
| 1979   | 2,413,226 | 51.0 (#1) | 95 / 183 | ▲ 2  | СПА                           |
| 1983   | 2,312,529 | 47.6 (#1) | 90 / 183 | ▼ 5  | СПА–АПС                       |
| 1986   | 2,092,024 | 43.1 (#1) | 80 / 183 | ▼ 10 | СПА–АНП                       |
| 1990   | 2,012,787 | 42.8 (#1) | 80 / 183 | ▬    | СПА–АНП                       |
| 1994   | 1,617,804 | 34.9 (#1) | 65 / 183 | ▼ 15 | СПА–АНП                       |
| 1995   | 1,843,474 | 38.1 (#1) | 71 / 183 | ▲ 6  | СПА–АНП                       |
| 1999   | 1,532,448 | 33.2 (#1) | 65 / 183 | ▼ 6  | Опозиція                      |
| 2002   | 1,792,499 | 36.5 (#2) | 69 / 183 | ▲ 4  | Опозиція                      |
| 2006   | 1,663,986 | 35.3 (#1) | 68 / 183 | ▼ 1  | СПА–АНП                       |
| 2008   | 1,430,206 | 29.3 (#1) | 57 / 183 | ▼ 9  | СПА–АНП                       |
| 2013   | 1,258,605 | 26.8 (#1) | 52 / 183 | ▼ 5  | СПА–АНП                       |
| 2017   | 1,351,918 | 26.9 (#2) | 52 / 183 | ▬    | Опозиція                      |
| 2019   | 1,011,868 | 21.2 (#2) | 40 / 183 | ▼ 12 | Опозиція                      |